# Мечислав Ледуховський
Мечисла́в Ледухо́вський, властиво граф Мечислав Ян Галка-Ледуховський (пол. Mieczysław Ledóchowski, пол. hrabia Mieczysław Jan Halka-Ledóchowski; 29 жовтня 1822 — 22 липня 1902, Рим) — польський релігійний і політичний діяч. Граф, католицький єпископ, кардинал, примас Польщі (1866—1886); інквізитор Римської інквізиції (призначений Левом XIII) 20 лютого 1878 р. — 20 липня 1903 р.. Представник шляхетського роду Ледуховських гербу Шалава з Волині.

## Біографія
Народився в шляхетній родині графа Юзефа Захаріяша Галка-Ледуховського і Марії Розалії з Закржевських. Отримав освіту в Папському Григоріанському університеті. 1861 року отримав сан титулярного архієпископа, 1866 — познансько-гнєзненського архієпископа і примаса Польщі.
У першому періоді володарювання продемонстрував прихильність прусській владі, взявши на себе зобов'язання утримуватися від підтримки національного руху, збільшити участь німців в управлінні дієцезією та виховувати семінаристів в дусі відданості прусській держави. Втім з розгортанням політики культуркампфу 1873 року він відмовився від утисків польської мови в релігійних науках, а також уникав призначення на керівні посади єпархій німців, всупереч бажанням німецької влади. Принципова позиція архієпископа призвела до його ув'язнення 1874 року в Острові Великопольському.
Втім ув'язнення викликало зріст популярності Ледуховського серед польських вірних. Його політика протягом цього періоду була підтримана і Папою римським, який підвищив його до рангу кардинала в 1875 році. Згідно з німецьким законодавством кардинали мають рівні права з членами королівської сім'ї і відтак не можуть бути позбавлені волі. Таким чином в 1876 року архієпископ був звільнений, однак змушений був покинути країну і перебратися до Ватикану, де 1886 року зрікся посади польського примаса.
Помер 1902 року в Римі, 1927 його прах спочив у Познанській катедрі.

## Нагороди і відзнаки
- Орден Ізабелли Католички (Іспанія),
- Орден Непорочного зачаття Діви Марії Вілла-Викозької (Португалія),
- Орден Червоного орла (Пруссія),
- Орден Лева і Сонця (Персія),
- Великий хрест Королівського угорського ордена Святого Стефана (Австро-Угорщина, 1895, № 1382)[6],
- Великий Хрест Єрусалимського Ордена Святого Гробу Господнього[7],
- Бальї Великого Хреста Мальтійського ордену і його протектор[8].